# Prodentobunus
Genre
Prodentobunus est un genre d'opilions eupnois de la famille des Sclerosomatidae.

## Distribution
Les espèces de ce genre se rencontrent en Asie du Sud-Est.

## Liste des espèces
Selon World Catalogue of Opiliones (15/05/2021) :
- Prodentobunus luteus Suzuki, 1977
- Prodentobunus nitidus Roewer, 1955
- Prodentobunus tao Roewer, 1955
- Prodentobunus unispinosus (Roewer, 1912)

## Publication originale
- Roewer, 1923 : Die Weberknechte der Erde. Systematische Bearbeitung der bisher bekannten Opiliones. Gustav Fischer, Jena, p. 1-1116 (texte intégral).